# Dichrooscytus gustavi
Dichrooscytus gustavi ist eine Wanzenart aus der Familie der Weichwanzen (Miridae). Die Art ist mit Deraeocoris morio sehr nahe verwandt. Letztere wird von manchen Autoren sogar als Synonym betrachtet.

## Merkmale
Die Wanzen werden 3,8 bis 4,3 Millimeter lang. Arten der Gattung Dichrooscytus sind auffällig gefärbt und haben scharlachrote und grüne Hemielytren. Der Kopf und das Pronotum sind grün, die Adern der Membranen der Hemielytren sind scharlachrot. Dichrooscytus gustavi ist kleiner als Dichrooscytus rufipennis und ist seltener an Waldkiefer (Pinus sylvestris) zu finden. Das zweite Glied der Fühler ist etwas kürzer als bei der ähnlichen Art. Es ist ungefähr gleich lang, wie das Pronotum breit ist.

## Vorkommen und Lebensraum
Die Art ist in Westeuropa von den Britischen Inseln, den Niederlanden, Luxemburg und Frankreich über Deutschland bis nach Ungarn verbreitet. Das genaue Verbreitungsgebiet ist noch unzureichend erforscht. In Deutschland ist die Art vermutlich weit verbreitet, bisher aber nur vereinzelt nachgewiesen. Sie ist meist nicht selten. Aus Österreich ist die Art nur durch alte Angaben aus der Literatur dokumentiert, deren Verifikation noch aussteht.
Besiedelt wurden ursprünglich trockene, warme und offene Lebensräume im Berg- und Hügelland wie etwa auf beweideten Kalkmagerrasen. Auf Grund der Erweiterung ihres Nahrungsspektrums findet man sie aber auch in entsprechend neuen Lebensräumen.

## Lebensweise
Die Wanzen leben an Gemeinem Wacholder (Juniperus communis), kommen mittlerweile aber auch auf als Zierpflanzen genutzten ursprünglich in Mitteleuropa nicht heimischen Arten vor, darunter Chinesischem Wacholder (Juniperus chinensis), Sadebaum (Juniperus sabina), Beschupptem Wacholder (Juniperus squamata) und auch Scheinzypressen (Chamaecyparis) und Lebensbäumen (Thuja). Auf diesen Pflanzen ist die Art meist sogar häufiger als auf Gemeinem Wacholder. Die Nymphen schlüpfen im Mai, adulte Wanzen treten ab Mitte Juni auf und können bis in den August beobachtet werden. An günstigen Standorten, etwa im Südwesten Deutschlands treten vermutlich zwei Generationen im Jahr auf, von denen die erste ab Ende Mai, die zweite im September adulte Tiere hervorbringt.

## Belege